# J.League 1997
Die J.League 1997 war die fünfte Spielzeit der japanischen J.League. An ihr nahmen siebzehn Vereine teil. Die reguläre Saison wurde in zwei Halbserien ausgetragen und begann am 12. April 1997. Nach dem Ende der zweiten Halbserie am 4. Oktober 1997 spielten die Sieger der beiden Halbserien, Kashima Antlers und Júbilo Iwata, in zwei Spielen um den japanischen Meistertitel. Diese Endspiele wurden aufgrund der nach der regulären Saison im KO-Modus stattfindenden Finalrunde des Ligapokals erst am 6. und 13. Dezember ausgetragen. Nach einem 3:2-Heimsieg im Hinspiel zuhause blieb Júbilo auch im Rückspiel in Kashima mit 1:0 siegreich, wodurch die Mannschaft erstmals die Meisterschaft gewann.

## Modus
Im Vergleich zur Vorsaison wurde der Modus erneut geändert. Die Vereine standen sich weiterhin zweimal, also je einmal zuhause und einmal auswärts, gegenüber, allerdings wurden beide Halbserien wieder als getrennte Meisterschaften gewertet. Es gab keine Unentschieden; bei Gleichstand nach 90 Minuten wurde die Spielzeit um zweimal fünfzehn Minuten verlängert, wobei die Golden-Goal-Regel zur Anwendung kam. Stand es danach immer noch unentschieden, wurde der Sieger des Spieles durch Elfmeterschießen bestimmt.
Abermals wurden auch die vergebenen Punkte angepasst, wobei nur für gewonnene Spiele Zähler vergeben wurden. Für einen Sieg nach regulärer Spielzeit gab es drei, für einen Sieg in der Verlängerung zwei Punkte. Der Sieger nach Elfmeterschießen erhielt einen Zähler. Die Tabelle einer jeden Halbserie wurde also nach den folgenden Kriterien erstellt:
1. Anzahl der erzielten Punkte
2. Tordifferenz
3. Erzielte Tore
4. Ergebnisse der Spiele untereinander
5. Entscheidungsspiel oder Münzwurf

Nach Ende einer Halbserie qualifizierte sich der Verein mit den meisten Punkten für die Endspiele um die japanische Meisterschaft. Der Sieger der Endspiele qualifizierte sich als japanischer Meister für die Asian Club Championship 1998/99.
Durch die erneute Aufstockung von 16 auf 17 Mannschaften änderte sich abermals die Anzahl der zu absolvierenden Partien pro Team; statt 30 waren nun 32 Spiele auszutragen.

## Teilnehmer
Insgesamt nahmen siebzehn Mannschaften an der Spielzeit teil. Zusätzlich zu den 16 Vereinen der Vorsaison nahm Vissel Kōbe als Aufsteiger aus der Japan Football League teil. Vissel wurde zwar nur Vizemeister, profitierte aber vom Aufstiegsverzicht des Meisters Honda FC.
| Verein               | Stadt/Region         |
| -------------------- | -------------------- |
| Avispa Fukuoka       | Fukuoka, Fukuoka     |
| Bellmare Hiratsuka   | Hiratsuka, Kanagawa  |
| Cerezo Osaka         | Osaka, Osaka         |
| Gamba Osaka          | Suita, Osaka         |
| JEF United Ichihara  | Ichihara, Chiba      |
| Júbilo Iwata         | Iwata, Shizuoka      |
| Kashima Antlers      | Kashima, Ibaraki     |
| Kashiwa Reysol       | Kashiwa, Chiba       |
| Kyoto Purple Sanga   | Kyōto, Kyōto         |
| Nagoya Grampus Eight | Nagoya, Aichi        |
| Sanfrecce Hiroshima  | Hiroshima, Hiroshima |
| Shimizu S-Pulse      | Shizuoka, Shizuoka   |
| Urawa Red Diamonds   | Urawa, Saitama       |
| Verdy Kawasaki       | Kawasaki, Kanagawa   |
| Vissel Kōbe          | Kōbe, Hyōgo          |
| Yokohama Flügels     | Yokohama, Kanagawa   |
| Yokohama Marinos     | Yokohama, Kanagawa   |

## Trainer
| Verein               | Cheftrainer                                        |
| -------------------- | -------------------------------------------------- |
| Kashima Antlers      | João Carlos                                        |
| Urawa Reds           | Horst Köppel                                       |
| JEF United Ichihara  | Jan Versleijen                                     |
| Kashiwa Reysol       | Nicanor de Carvalho                                |
| Verdy Kawasaki       | Hisashi Katō → Valdir Espinosa → Ryōichi Kawakatsu |
| Yokohama Marinos     | Xabier Azkargorta                                  |
| Yokohama Flügels     | Otacílio Gonçalves                                 |
| Bellmare Hiratsuka   | Shigeharu Ueki                                     |
| Shimizu S-Pulse      | Osvaldo Ardiles                                    |
| Júbilo Iwata         | Luiz Felipe Scolari → Takashi Kuwahara             |
| Nagoya Grampus Eight | Carlos Queiroz → Kōji Tanaka                       |
| Kyoto Purple Sanga   | Pedro Rocha                                        |
| Gamba Osaka          | Josip Kuže                                         |
| Cerezo Osaka         | Levir Culpi                                        |
| Vissel Kobe          | Stuart Baxter → Hiroshi Katō                       |
| Sanfrecce Hiroshima  | Eddie Thomson                                      |
| Avispa Fukuoka       | Carlos Pachamé                                     |

## Spieler
| Verein               | Spieler |
| -------------------- | --- |
| Kashima Antlers      | Masaaki Furukawa (5/0), Jorginho (31/5), Yutaka Akita (21/3), Ryōsuke Okuno (32/0), Naruyuki Naitō (20/0), Yasuto Honda (21/0), Naoki Sōma (21/0), Mazinho (31/22), Hisashi Kurosaki (26/10), Bismarck (32/11), Yoshiyuki Hasegawa (27/7), Rodrigo (2/0), Atsushi Yanagisawa (25/8), Tadatoshi Masuda (23/5), Ichiei Muroi (13/1), Taijirō Kurita (10/0), Tōru Oniki (5/0), Kōji Kumagai (5/0), Yasuo Manaka (12/4), Masatada Ishii (11/0), Yōhei Satō (28/0), Tomoyuki Hirase (1/0), Kensaku Ōmori (1/0), Akira Narahashi (17/1) |
| Urawa Reds           | Hisashi Tsuchida (14/0), Masaki Tsuchihashi (31/0), Boli (9/0), Takafumi Hori (29/3), Buchwald (32/2), Masayuki Okano (23/4), Osamu Hirose (19/1), Masahiro Fukuda (29/21), Baur (2/0), Beguiristain (15/4), Tsutomu Nishino (25/3), Nobuhisa Yamada (22/1), Hiromitsu Isogai (10/3), Kōichi Sugiyama (8/0), Yūki Takita (18/0), Nobuyasu Ikeda (9/0), Nijhuis (16/4), Shinji Jōjō (18/0), Hideki Uchidate (11/0), Kenji Ōshiba (29/2), Naoto Sakurai (2/0), Taichi Satō (6/0), Akihiro Tabata (19/0), Yūichirō Nagai (30/3) |
| JEF United Ichihara  | Ken’ichi Shimokawa (15/0), Eisuke Nakanishi (18/4), Shin’ichi Mutō (28/1), Kazuhiro Suzuki (27/0), Satoshi Yamaguchi (28/2), Bosz (27/3), Nozomi Hiroyama (30/1), Rade (16/8), Yoshika Matsubara (25/8), Maslovar (17/9), Atsuhiko Ejiri (30/1), Tetsurō Uki (5/0), Yoshikazu Nonomura (31/1), Takayuki Chano (8/0), Takayoshi Shikida (14/0), Katsushi Kurihara (12/0), Naoki Matsushita (14/1), Atsushi Shirai (17/0), Kōhei Inoue (16/2), Tomoyuki Sakai (18/2), Takayuki Sugiyama (10/0), Scholten (15/0) |
| Kashiwa Reysol       | Yōichi Doi (19/0), Kentarō Sawada (30/0), Takeshi Watanabe (30/3), Takahiro Shimotaira (24/0), Valdir (24/1), Naoki Sakai (14/0), Yūji Yokoyama (16/2), Jamelli (28/14), Edilson (25/23), Nozomu Katō (32/4), Michihisa Date (13/0), Shin Tanada (18/2), Kentarō Ishikawa (12/1), Mitsuteru Watanabe (1/0), Tomokazu Myōjin (13/1), Tomohiro Katanosaka (25/2), Kenji Arima (5/0), Ryūji Katō (10/0), Harutaka Ōno (7/0), Hideaki Kitajima (6/0), Dai Satō (3/0), Shigenori Hagimura (32/1), Silva (12/8) |
| Verdy Kawasaki       | Shinkichi Kikuchi (11/0), Kō Ishikawa (26/0), Argel (18/0), Kentarō Hayashi (9/0), Tetsuji Hashiratani (16/0), Tadashi Nakamura (15/0), Masakiyo Maezono (28/5), Tsuyoshi Kitazawa (29/1), Keisuke Kurihara (7/0), Keiji Ishizuka (7/1), Ruy Ramos (10/0), Kazuyoshi Miura (14/4), Hideki Nagai (19/2), Shintetsu Gen (8/2), Yūji Hironaga (18/0), Yasutoshi Miura (21/0), Toshimi Kikuchi (1/0), Kenji Honnami (11/0), Hiroyuki Shirai (17/0), Tomo Sugawara (20/0), Kiyomitsu Kobari (2/0), Shigetoshi Hasebe (7/0), Nobuhiro Takeda (4/0), Alcindo (16/10), Magrao (9/6), Yoshinori Abe (11/1), Dias (10/3), Takuya Yamada (22/1), Takaya Ōishi (9/0), Jun’ichi Watanabe (12/1), Michiyasu Osada (5/0), Mitsunori Yabuta (2/0), Yukinori Shigeta (3/0), Yukio Tsuchiya (4/0) |
| Yokohama Marinos     | Yoshikatsu Kawaguchi (22/0), Eiji Gaya (26/0), Takehito Suzuki (22/1), Masami Ihara (22/0), Norio Omura (9/0), Yoshiharu Ueno (30/2), Salinas (26/21), Satoru Noda (25/1), Shōji Jō (21/12), Baldivieso (22/9), Fumitake Miura (27/3), Kunio Nagayama (18/1), Naoki Matsuda (31/2), Petkovic (11/2), Sōtarō Yasunaga (9/1), Akihiro Endō (15/0), Yoshito Terakawa (10/0), Takahiro Yamada (25/6), Tomokazu Hirama (13/3), Shunsuke Nakamura (27/5), Yoshiaki Maruyama (8/0), Kazunari Okayama (8/3), Kazumasa Kawano (10/0) |
| Yokohama Flügels     | Seigō Narazaki (24/0), Yoshirō Moriyama (27/0), Norihiro Satsukawa (27/0), Naoto Ōtake (24/0), Motohiro Yamaguchi (19/6), Atsuhiro Miura (32/3), Sampaio (29/6), Valber (31/20), Zinho (15/3), Hiroki Hattori (29/11), Yasuhiro Hato (9/0), Kōji Maeda (21/0), Shōji Nonoshita (18/2), Takayuki Yoshida (21/0), Seiichirō Okuno (6/0), Shin’ya Mitsuoka (6/0), Takeo Harada (20/2), Satoshi Yoneyama (4/0), Haruki Seto (7/0), Kazuki Satō (3/0), Jin Satō (3/0), Takahiro Ōkubo (2/0), Hiroshi Satō (8/0), Fernando (14/5) |
| Bellmare Hiratsuka   | Nobuyuki Kojima (21/0), Hironari Iwamoto (8/0), Kazuaki Tasaka (31/2), Claudio (26/6), Simao (12/3), Hiroaki Kumon (32/0), Hidetoshi Nakata (21/3), Yoshihiro Natsuka (32/3), Kōji Seki (16/1), Wagner Lopes (27/18), Kōji Noguchi (12/0), Tetsuya Takada (28/1), Teruo Iwamoto (24/4), Yasuharu Sorimachi (22/4), Teppei Nishiyama (16/1), Makoto Kakegawa (9/0), Tomoaki Matsukawa (23/1), Masato Harasaki (5/0), Daisuke Tonoike (9/3), Takayasu Kawai (1/0), Hiroshi Miyazawa (5/0), Akihiro Yoshida (2/0), Yoshiya Takemura (7/0), Hiroshi Sakai (12/4), Takashi Miki (3/0), Satoshi Tsunami (6/0), Hong Myung-bo (10/0) |
| Shimizu S-Pulse      | Masanori Sanada (32/0), Toshihide Saitō (22/2), Masahiro Andō (32/2), Takumi Horiike (29/0), Santos (31/3), Katsumi Ōenoki (28/0), Teruyoshi Itō (31/7), Oliva (22/13), Kenta Hasegawa (30/5), Masaaki Sawanobori (31/11), Ryūzō Morioka (30/1), Kazuyuki Toda (20/0), Ryō Ōishi (2/0), Yuzuki Itō (6/0), Daizō Okitsu (17/1), Junji Nishizawa (21/0), Alex (27/3), Bowen (7/3) |
| Júbilo Iwata         | Yūshi Ozaki (1/0), Hideto Suzuki (24/0), Masahiro Endō (5/0), Adilson (22/5), Makoto Tanaka (23/0), Toshihiro Hattori (18/2), Hiroshi Nanami (21/5), Dunga (26/5), Masashi Nakayama (27/18), Toshiya Fujita (24/9), Schillaci (3/1), Tomoaki Ōgami (32/0), Takahiro Yamanishi (26/1), Norihisa Shimizu (19/1), Masanori Suzuki (7/0), Kiyokazu Kudō (12/1), Kensuke Tsukuda (1/0), Takashi Fukunishi (21/4), Yasushi Kita (1/0), Toshinobu Katsuya (15/0), Takuma Koga (26/0), Daisuke Oku (26/9), Mabilia (10/3), Alessandro (13/5), Takanori Nunobe (11/2) |
| Nagoya Grampus Eight | Yūji Itō (32/0), Seiichi Ogawa (27/1), Gō Ōiwa (32/1), Kazuhisa Iijima (30/0), Torres (29/2), Takayuki Nishigaya (22/0), Ricardinho (22/3), Tetsuya Asano (29/4), Shigeyoshi Mochizuki (17/3), Stojkovic (18/2), Tetsuhiro Kina (26/0), Masahiro Koga (8/0), Yasuyuki Moriyama (29/9), Takashi Hirano (21/4), Kenji Fukuda (19/5), Suguru Itō (9/1), Tetsuya Okayama (28/3), Mitsuru Mukōjima (1/0), Kunihiko Takizawa (9/0), Kenji Itō (5/1), Masaharu Suzuki (1/0), Valdo (16/2) |
| Kyoto Purple Sanga   | Shin’ichi Morishita (13/0), Yoshihiro Nishida (31/1), Capone (10/0), Carlos (23/1), Yasuhide Ihara (12/0), Yūji Ōkuma (31/1), Shinsuke Shiotani (5/0), Toshihiro Yamaguchi (7/1), Cleber (10/1), Mineiro (7/1), Ruy Ramos (10/0), Shinji Fujiyoshi (29/6), Minoru Kushibiki (13/0), Hiroshi Noguchi (29/4), Rikizō Matsuhashi (10/0), Takayuki Yamaguchi (29/6), Masaya Honda (19/0), Shōkichi Satō (16/0), Yasunari Hiraoka (26/0), Takashi Nagata (17/2), Daniel (24/7), Takashi Ōnishi (4/0), Tatsuma Yoshida (2/0), Yoshiyuki Matsuyama (19/0), Nobuhiro Takeda (16/9), Masaki Ogawa (13/0), Shigetatsu Matsunaga (6/0) |
| Gamba Osaka          | Hayato Okanaka (32/0), Kōji Yoshinari (1/0), Daisuke Saitō (31/0), Noritada Saneyoshi (30/0), Babunski (23/5), Hitoshi Morishita (29/2), Naoki Hiraoka (28/1), Mboma (28/25), Krupni (27/9), Masanobu Matsunami (32/13), Hiromi Kojima (20/1), Shigeru Morioka (28/5), Masao Kiba (9/0), Daiju Matsumoto (6/0), Takashi Kiyama (10/0), Yūzō Funakoshi (2/0), Kōjirō Kaimoto (11/1), Tsuneyasu Miyamoto (26/1), Kōhei Hayashi (1/0), Takahiro Shimada (15/0), Hideki Nomiyama (2/0), Jun’ichi Inamoto (27/3), Toshimi Kikuchi (13/0), Tōru Araiba (2/0), Karic (5/0) |
| Cerezo Osaka         | Jirō Takeda (2/0), Masanori Kizawa (28/0), Jean (18/3), Kazunari Koga (11/0), Katsuo Kanda (28/1), Makoto Yonekura (16/0), Hiroaki Morishima (21/10), Akinori Nishizawa (19/7), Manoel (11/1), Ko Jeong-woon (17/3), Takayuki Yokoyama (30/11), Kazuhiro Murata (2/0), Katsuhiro Minamoto (30/0), Toshihiro Uchida (23/1), Shigeki Kurata (10/0), Satoshi Kajino (26/0), Tomotaka Fukagawa (18/3), Yoshinari Hyakutake (14/0), Gilmar (13/0), Seigo Shimokawa (17/0), Ken’ichi Serada (2/0), Claudinho (16/8), Alex (16/5), Takahiro Sasaki (7/0), Kazuo Shimizu (6/0), Katsutoshi Dōmori (11/0), Tarō Urabe (15/0), Masaya Nishitani (3/0) |
| Vissel Kobe          | Ryūji Ishizue (28/0), Ippei Watanabe (18/0), Cho Kwi-jea (5/0), Laudrup (3/0), Shigemitsu Egawa (14/1), Ziad (16/4), Bickel (20/3), Takuya Jinno (29/1), Kōtarō Nakao (9/0), Akihiro Nagashima (32/22), Masakazu Kōda (30/1), Masamitsu Kanemoto (5/0), Yōichi Kajiyama (2/0), Keiji Kaimoto (20/0), Naoki Mori (6/0), Jun Iwashita (1/0), Masaki Tsukano (4/1), Jun Naitō (27/0), Kōji Okamoto (6/0), Toshihiro Yoshimura (27/0), Tomoji Eguchi (13/4), Kōji Yoshimura (32/2), Yoshihiko Matsuoka (2/1), Takuya Suzumura (6/0), Michael Yano (10/1), Naoki Naitō (18/0), Bingley (14/1), Vujacic (14/0) |
| Sanfrecce Hiroshima  | Kazuya Maekawa (24/0), Popovic (11/0), Hiroshige Yanagimoto (13/0), Hiroyoshi Kuwabara (32/0), Tetsuya Itō (26/0), Mitsuaki Kojima (30/0), Hajime Moriyasu (25/1), Yasuhiro Yoshida (29/2), Arnold (18/6), Tatsuhiko Kubo (22/7), Masato Fue (22/1), Susumu Ōki (11/1), Santos (8/3), Noh Jung-yoon (12/2), Yūta Abe (6/0), Takashi Shimoda (9/0), Ryūji Michiki (26/1), Takuya Takagi (26/12), Ken’ichi Uemura (3/0), Kenji Wakai (1/0), Iwao Yamane (20/2), Takashi Kageyama (1/0), Kōta Hattori (18/0), Keita Kanemoto (8/0), Kazuyoshi Matsunaga (3/1), Tōru Yasutake (2/0), Crook (15/3) |
| Avispa Fukuoka       | Hideki Tsukamoto (11/0), Hideaki Mori (27/1), Vazquez (20/0), Atsuhiro Iwai (8/0), Masayuki Nakagomi (14/0), Osamu Umeyama (25/0), Kiyotaka Ishimaru (29/4), Yoshiteru Yamashita (13/3), Riep (11/0), Atsushi Nagai (16/0), Keiju Karashima (1/0), Ichizō Nakata (10/0), Yoshinori Furube (32/0), Tomoaki Sano (16/0), Chikara Fujimoto (1/0), Masashi Miyamura (1/0), Yūsaku Ueno (31/8), Rossi (11/0), Yoshiyuki Shinoda (29/0), Tatsunori Hisanaga (19/1), Masaharu Nishi (15/0), Daisuke Nakaharai (27/2), Shōji Ikitsu (8/0), Yoshiyuki Takemoto (7/0), Obiku (15/7), Carracedo (5/0), Pablo (12/3), Tomoyasu Andō (7/0) |

## Statistik

### Erste Halbserie

#### Tabelle
|     | Verein               | Sp | Siege | Siege | Siege | Niederlagen | Niederlagen | Niederlagen | Tore  | Diff. | Pkte | Kommentare                                  |
| 90′ | Verein               | Sp | GG    | n. E. | 90′   | GG          | n. E.       |             | Tore  | Diff. | Pkte | Kommentare                                  |
| --- | -------------------- | -- | ----- | ----- | ----- | ----------- | ----------- | ----------- | ----- | ----- | ---- | ------------------------------------------- |
| 01. | Kashima Antlers      | 16 | 12    | 0     | 1     | 03          | 0           | 0           | 32:15 | +17   | 37   | Qualifikation zur Suntory Championship 1997 |
| 02. | Yokohama Flügels     | 16 | 11    | 1     | 0     | 04          | 0           | 0           | 35:16 | +19   | 35   |                                             |
| 03. | Kashiwa Reysol       | 16 | 10    | 1     | 0     | 03          | 1           | 1           | 34:18 | +16   | 32   |                                             |
| 04. | Bellmare Hiratsuka   | 16 | 08    | 2     | 0     | 06          | 0           | 0           | 25:20 | +05   | 28   |                                             |
| 05. | Yokohama Marinos     | 16 | 07    | 3     | 1     | 05          | 0           | 0           | 31:31 | ±0    | 28   |                                             |
| 06. | Júbilo Iwata         | 16 | 08    | 1     | 0     | 04          | 3           | 0           | 32:21 | +11   | 26   |                                             |
| 07. | Shimizu S-Pulse      | 16 | 07    | 2     | 0     | 05          | 2           | 0           | 25:24 | +01   | 25   |                                             |
| 08. | Gamba Osaka          | 16 | 08    | 0     | 0     | 08          | 0           | 0           | 28:23 | +05   | 24   |                                             |
| 09. | Urawa Red Diamonds   | 16 | 06    | 1     | 1     | 08          | 0           | 0           | 25:24 | +01   | 21   |                                             |
| 10. | Sanfrecce Hiroshima  | 16 | 06    | 1     | 1     | 06          | 2           | 0           | 22:23 | −01   | 21   |                                             |
| 11. | Cerezo Osaka         | 16 | 06    | 0     | 1     | 06          | 2           | 1           | 21:26 | −05   | 19   |                                             |
| 12. | Nagoya Grampus Eight | 16 | 06    | 0     | 0     | 09          | 1           | 0           | 18:24 | −06   | 18   |                                             |
| 13. | Kyoto Purple Sanga   | 16 | 06    | 0     | 0     | 08          | 1           | 1           | 19:32 | −13   | 18   |                                             |
| 14. | Vissel Kobe          | 16 | 05    | 1     | 0     | 08          | 2           | 0           | 24:34 | −10   | 17   |                                             |
| 15. | JEF United Ichihara  | 16 | 03    | 2     | 0     | 11          | 0           | 0           | 21:34 | −13   | 13   |                                             |
| 16. | Verdy Kawasaki       | 16 | 02    | 2     | 0     | 09          | 1           | 2           | 16:27 | −11   | 10   |                                             |
| 17. | Avispa Fukuoka       | 16 | 03    | 0     | 0     | 11          | 2           | 0           | 11:27 | −16   | 09   |                                             |

#### Kreuztabelle
Spiele, die mit „GG“ markiert sind, endeten mit Golden Goal. Spiele, die mit einem hochgestellten Ergebnis markiert sind, endeten nach Elfmeterschießen; „2:24:3“ bedeutet hierbei, dass die Heimmannschaft das Spiel, welches nach Ablauf der Spielzeit 2:2 stand, mit 4:3 im Elfmeterschießen gewann.
|                      | AVI                    | BEL   | CER    | GAM | JEF   | JÚB   | KSM    | KSW    | KYO   | NGE   | SFR   | SPU   | URA    | VER   | VIS | YOF | YOM    |
| -------------------- | ---------------------- | ----- | ------ | --- | ----- | ----- | ------ | ------ | ----- | ----- | ----- | ----- | ------ | ----- | --- | --- | ------ |
| Avispa Fukuoka       |                        |       |        |     | 2:1   | 0:1GG |        |        |       | 3:2   | 0:1   |       | 0:3    | 1:2GG | 0:1 |     | 1:3    |
| Bellmare Hiratsuka   | 2:1                    |       |        |     | 1:0   | 2:1GG |        |        |       | 1:0   |       | 1:2   | 3:2    | 0:2   | 3:0 |     |        |
| Cerezo Osaka         | 2:0                    | 0:2   |        | 0:2 |       |       | 0:1    | 2:25:4 | 1:2   |       |       | 1:2GG |        |       |     | 0:2 |        |
| Gamba Osaka          | 0:1                    | 4:1   |        |     |       | 3:1   |        |        | 0:3   | 0:1   |       | 4:1   | 1:2    |       | 2:3 |     |        |
| JEF United Ichihara  |                        |       | 3:0    | 1:3 |       |       | 0:2    | 1:0    | 2:4   |       | 3:2GG |       |        |       |     | 0:4 | 1:2    |
| Júbilo Iwata         |                        |       | 1:2    |     | 4:1   |       | 1:2    |        |       |       | 2:1   |       | 2:0    | 0:1GG |     | 3:1 | 3:4GG  |
| Kashima Antlers      | 2:0                    | 2:1   |        | 1:2 |       |       |        | 0:4    | 4:0   |       |       | 0:1   |        |       | 5:2 | 1:0 |        |
| Kashiwa Reysol       | 2:1                    | 2:0   |        | 4:1 |       | 2:1   |        |        | 3:2GG | 1:0   |       | 0:1   |        |       | 3:1 |     |        |
| Kyōto Purple Sanga   | 1:0                    | 0:2   |        |     |       | 0:6   |        |        |       |       |       | 1:3   | 1:13:4 | 2:1   | 0:2 |     |        |
| Nagoya Grampus Eight |                        |       | 2:3    |     | 3:2   | 0:2   | 0:2    |        |       |       | 1:0   |       | 3:1    | 1:0   |     |     | 0:1    |
| Sanfrecce Hiroshima  |                        | 0:1GG | 2:23:2 | 2:0 |       |       | 2:3    | 2:3    | 1:0   |       |       | 1:0   |        |       |     | 2:3 |        |
| Shimizu S-Pulse      | 1:0                    |       |        |     | 2:1   | 1:2   |        |        |       | 3:1   |       |       | 0:1    | 2:1GG | 2:4 |     | 1:2GG  |
| Urawa Red Diamonds   |                        |       | 1:2    |     | 3:0   |       | 1:3    | 3:2GG  |       |       | 0:1   |       |        | 2:0   |     | 1:3 | 2:3    |
| Verdy Kawasaki       |                        |       | 0:2    | 0:1 | 0:2   |       | 1:12:3 | 1:3    |       |       | 1:2   |       |        |       |     | 0:4 | 2:23:4 |
| Vissel Kōbe          |                        |       | 1:2    |     | 2:3GG | 1:2   |        |        |       | 2:1GG | 0:1GG |       | 0:2    | 2:4   |     |     | 2:1    |
| Yokohama Flügels     | 3:1                    | 2:1   |        | 2:1 |       |       |        | 2:0    | 0:1   | 2:0   |       | 4:3GG |        |       | 3:1 |     |        |
| Yokohama Marinos     |                        | 2:4   | 3:2GG  | 0:4 |       |       | 0:3    | 0:3    | 3:1   |       | 4:2   |       |        |       |     | 1:0 |        |
|                      | Stand: Ende der Saison |       |        |     |       |       |        |        |       |       |       |       |        |       |     |     |        |

### Zweite Halbserie

#### Tabelle
| Pl. | Verein               | Sp | Siege | Siege | Siege | Niederlagen | Niederlagen | Niederlagen | Tore  | Diff. | Pkte | Kommentare                                  |
| Pl. | Verein               | Sp | 90′   | GG    | n. E. | 90′         | GG          | n. E.       | Tore  | Diff. | Pkte | Kommentare                                  |
| --- | -------------------- | -- | ----- | ----- | ----- | ----------- | ----------- | ----------- | ----- | ----- | ---- | ------------------------------------------- |
| 01. | Júbilo Iwata         | 16 | 12    | 2     | 0     | 02          | 0           | 0           | 40:14 | +26   | 40   | Qualifikation zur Suntory Championship 1997 |
| 02. | Gamba Osaka          | 16 | 10    | 2     | 0     | 03          | 1           | 0           | 38:23 | +15   | 34   |                                             |
| 03. | Yokohama Marinos     | 16 | 08    | 4     | 0     | 04          | 0           | 0           | 42:28 | +14   | 32   |                                             |
| 04. | Kashima Antlers      | 16 | 09    | 2     | 0     | 04          | 1           | 0           | 46:23 | +23   | 31   |                                             |
| 05. | Nagoya Grampus Eight | 16 | 10    | 0     | 0     | 06          | 0           | 0           | 23:24 | −01   | 30   |                                             |
| 06. | Shimizu S-Pulse      | 16 | 09    | 1     | 0     | 03          | 3           | 0           | 27:16 | +11   | 29   |                                             |
| 07. | Urawa Red Diamonds   | 16 | 08    | 1     | 0     | 05          | 2           | 0           | 26:21 | +05   | 26   |                                             |
| 08. | Cerezo Osaka         | 16 | 07    | 1     | 1     | 04          | 3           | 0           | 32:30 | +02   | 24   |                                             |
| 09. | Bellmare Hiratsuka   | 16 | 06    | 1     | 1     | 06          | 2           | 1           | 30:32 | −02   | 21   |                                             |
| 10. | Kashiwa Reysol       | 16 | 06    | 1     | 0     | 08          | 0           | 1           | 29:31 | −02   | 20   |                                             |
| 11. | Yokohama Flügels     | 16 | 05    | 1     | 1     | 07          | 2           | 0           | 23:27 | −04   | 18   |                                             |
| 12. | Verdy Kawasaki       | 16 | 04    | 2     | 0     | 10          | 0           | 0           | 22:38 | −16   | 16   |                                             |
| 13. | Sanfrecce Hiroshima  | 16 | 05    | 0     | 0     | 09          | 2           | 0           | 21:27 | −6    | 15   |                                             |
| 14. | JEF United Ichihara  | 16 | 03    | 3     | 0     | 06          | 3           | 1           | 22:32 | −10   | 15   |                                             |
| 15. | Avispa Fukuoka       | 16 | 03    | 0     | 1     | 09          | 3           | 0           | 18:31 | −1    | 103  |                                             |
| 16. | Kyoto Purple Sanga   | 16 | 03    | 0     | 0     | 10          | 2           | 1           | 21:38 | −17   | 09   |                                             |
| 17. | Vissel Kobe          | 16 | 01    | 2     | 0     | 13          | 0           | 0           | 19:44 | −25   | 07   |                                             |

#### Kreuztabelle
Spiele, die mit „GG“ markiert sind, endeten mit Golden Goal. Spiele, die mit einem hochgestellten Ergebnis markiert sind, endeten nach Elfmeterschießen; „2:24:3“ bedeutet hierbei, dass die Heimmannschaft das Spiel, welches nach Ablauf der Spielzeit 2:2 stand, mit 4:3 im Elfmeterschießen gewann.
|                      | AVI                    | BEL    | CER    | GAM   | JEF   | JÚB   | KSM   | KSW    | KYO   | NGE | SFR   | SPU   | URA   | VER | VIS   | YOF    | YOM   |
| -------------------- | ---------------------- | ------ | ------ | ----- | ----- | ----- | ----- | ------ | ----- | --- | ----- | ----- | ----- | --- | ----- | ------ | ----- |
| Avispa Fukuoka       |                        | 1:2    | 0:2    | 0:1   |       |       | 1:3   | 1:15:3 | 4:2   |     |       | 0:1GG |       |     |       | 0:1GG  |       |
| Bellmare Hiratsuka   |                        |        | 5:4GG  | 3:4   |       |       | 2:5   | 7:4    | 2:1   |     | 2:0   |       |       |     |       | 0:04:5 | 1:3   |
| Cerezo Osaka         |                        |        |        |       | 1:0   | 1:4   |       |        |       | 2:3 | 3:1   |       | 1:2   | 5:3 | 3:1   |        | 2:3GG |
| Gamba Osaka          |                        |        | 3:2GG  |       | 4:3   |       | 2:1GG | 1:2    |       |     | 3:0   |       |       | 2:1 |       | 2:1    | 3:4   |
| JEF United Ichihara  | 2:1                    | 0:05:6 |        |       |       | 0:5   |       |        |       | 1:2 |       | 0:3   | 1:0GG | 3:1 | 3:4GG |        |       |
| Júbilo Iwata         | 2:1                    | 3:1    |        | 1:0GG |       |       |       | 2:1    | 2:1   | 1:3 |       | 2:0   |       |     | 2:1   |        |       |
| Kashima Antlers      |                        |        | 1:2    |       | 2:1GG | 2:0   |       |        |       | 7:0 | 2:1GG |       | 1:0   | 5:0 |       |        | 2:1   |
| Kashiwa Reysol       |                        |        | 0:1    |       | 1:2   |       | 3:5   |        |       |     | 2:1   |       | 3:0   | 2:1 |       | 0:2    | 2:3   |
| Kyōto Purple Sanga   |                        |        | 1:16:7 | 3:2   | 2:3GG |       | 3:2   | 0:1    |       |     | 0:3   |       |       |     |       | 1:2    | 1:4   |
| Nagoya Grampus Eight | 2:0                    | 2:1    |        | 0:1   |       |       |       | 1:0    | 1:2   |     |       | 2:1   |       |     | 3:0   | 2:1    |       |
| Sanfrecce Hiroshima  | 1:3                    |        |        |       | 3:0   | 1:3   |       |        |       | 1:0 |       |       | 1:2   | 3:1 | 2:0   |        | 2:3GG |
| Shimizu S-Pulse      |                        | 3:1    | 2:0    | 1:2   |       |       | 2:0   | 2:3GG  | 1:0   |     | 1:0   |       |       |     |       | 3:1    |       |
| Urawa Red Diamonds   | 1:2                    | 1:0GG  |        | 1:4   |       | 0:1GG |       |        | 4:1   | 3:0 |       | 3:4   |       |     | 2:0   |        |       |
| Verdy Kawasaki       | 2:0                    | 1:2    |        |       |       | 1:6   |       |        | 2:1GG | 2:0 |       | 1:0GG | 1:2   |     | 2:0   |        |       |
| Vissel Kōbe          | 4:3GG                  | 0:1    |        | 0:4   |       |       | 0:5   | 2:4    | 4:2   |     |       | 0:3   |       |     |       | 2:3    |       |
| Yokohama Flügels     |                        |        | 1:2GG  |       | 1:2GG | 0:2   | 5:3   |        |       |     | 2:1   |       | 1:3   | 0:1 |       |        | 2:3   |
| Yokohama Marinos     | 4:1                    |        |        |       | 2:1GG | 1:4   |       |        |       | 1:2 |       | 1:0GG | 0:2   | 7:2 | 2:1   |        |       |
|                      | Stand: Ende der Saison |        |        |       |       |       |       |        |       |     |       |       |       |     |       |        |       |

### Suntory Championship

#### Hinspiel
| Paarung   | Júbilo Iwata – Kashima Antlers                                                                                            |
| Ergebnis  | 3:2 n. V. (2:2, 1:0) |
| Datum     | 6. Dezember 1997 |
| Stadion   | Yamaha Stadium, Iwata |
| Zuschauer | 17.269 |
| Tore      | 1:0 Masashi Nakayama (1.), 2:0 Masashi Nakayama (46.), 2:1 Bismarck (62.), 2:2 Mazinho (88.), 3:2 Norihisa Shimizu (119.) |

#### Rückspiel
| Paarung   | Kashima Antlers – Júbilo Iwata  |
| Ergebnis  | 0:1 (0:0)                       |
| Datum     | 13. Dezember 1997               |
| Stadion   | Kashima Soccer Stadium, Kashima |
| Zuschauer | 15.276                          |
| Tore      | 0:1 Masashi Nakayama (81.)      |

## Preise

### Fußballer des Jahres
- Dunga (Júbilo Iwata)

### Beste Torschützen
| Rang | Spieler           | Verein             | Tore | Spiele |
| ---- | ----------------- | ------------------ | ---- | ------ |
| 1    | Patrick M’Boma    | Gamba Osaka        | 25   | 28     |
| 2    | Edílson           | Kashiwa Reysol     | 23   | 25     |
| 3    | Mazinho           | Kashima Antlers    | 22   | 31     |
| 3    | Akihiro Nagashima | Vissel Kobe        | 22   | 32     |
| 5    | Julio Salinas     | Yokohama Marinos   | 21   | 26     |
| 5    | Masahiro Fukuda   | Urawa Reds         | 21   | 29     |
| 7    | Válber            | Yokohama Flügels   | 20   | 31     |
| 8    | Wagner Lopes      | Bellmare Hiratsuka | 18   | 27     |
| 8    | Masashi Nakayama  | Júbilo Iwata       | 18   | 27     |
| 10   | Paulo Jamelli     | Kashiwa Reysol     | 14   | 28     |

### Rookie des Jahres
- Atsushi Yanagisawa (Kashima Antlers)

### Best XI
- Tomoaki Ōgami (Júbilo Iwata)
- Naoki Sōma (Kashima Antlers)
- Masami Ihara (Yokohama Marinos)
- Yutaka Akita (Kashima Antlers)
- Bismarck (Kashima Antlers)
- Hidetoshi Nakata (Bellmare Hiratsuka)
- Motohiro Yamaguchi (Yokohama Flügels)
- Hiroshi Nanami (Júbilo Iwata)
- Dunga (Júbilo Iwata)
- Masashi Nakayama (Júbilo Iwata)
- Patrick M’Boma (Gamba Osaka)